# William Hirstein
William Hirstein (* 1966 in den USA) ist ein US-amerikanischer Philosoph, der sich vor allem mit den Kognitionswissenschaften, der kognitiven Neurowissenschaft, der Philosophie des Geistes und der Sprachphilosophie beschäftigt. Bekannt ist er insbesondere für Arbeiten über psychopathologische Konfabulation. Hirstein lehrt an der privaten Elmhurst University in Elmhurst, Illinois, und leitete dort lange Zeit die Philosophische Abteilung.

## Akademische Laufbahn
Hirstein erwarb seinen Ph.D. in Philosophie bei Richard Wollheim an der University of California, Davis. Nach einem Wechsel an die University of California, San Diego erforschte er unter Vilayanur S. Ramachandran und Patricia Churchland neurologische Syndrome, die mit derartigen Konfabulationen im Zusammenhang stehen, wie sie beispielsweise bei Patienten mit Split Brain oder dem Capgras-Syndrom beobachtet wurden, die aber auch als Folge einer Anosognosie auftreten können. In Zusammenarbeit mit Ramachandran folgten ferner Arbeiten über Phantomschmerz und dessen Behandlungsmöglichkeiten sowie zur Neuroästhetik.

## Werke
- mit Ramachandran, V. S. (1999): The science of art: A neurological theory of aesthetic experience. In: Journal of Consciousness Studies, 6 (6-7), S. 15–51.
- On Searle, Wadsworth Publishing 2000, ISBN 978-0-534-57626-4
- On the Churchlands, 2004, ISBN 978-0-534-57627-1
- Brain Fiction: Self-deception and the riddle of confabulation (online), 2005, ISBN 0-262-08338-8
- Cognitive Science: An Introduction to Mind and Brain, 2006, ISBN 978-0-415-22101-6
- Confabulation: Views from Neuroscience, Psychiatry, Psychology, and Philosophy (online), 2009, ISBN 978-0-19-920891-3
- Mindmelding: Consciousness, Neuroscience, and the Mind's Privacy, 2012, ISBN 978-0-199-23190-4
- William Hirstein, Katrina L. Sifferd, Tyler K. Fagan: Responsible brains: neuroscience, law, and human culpability. The MIT Press, Cambridge, Massachusetts, London, England 2018, ISBN 978-0-262-54927-1.